# アリ・ムハヤット・シャー
アリ・ムハヤット・シャー・ダリ・アチェ（英語: Ali Mughayat Syah、インドネシア語: Ali Mughayat Syah dari Aceh、? - 1530年8月7日）は、スマトラ北部（現在のインドネシア共和国スマトラ島のアチェ特別州）のアチェ王国（アチェ・スルタナット）の初代スルタンであり、1514年頃から同30年に亡くなるまで統治した。アチェの中心地の最初の支配者ではなかったものの、王国の創設者とみなされている。その治世は、マラッカ海峡での政治的・経済的覇権をめぐるポルトガルとの長い闘争の始まりを見たものの、アリに関する記録は不十分であり、さまざまなアチェ人、マレー人、ヨーロッパ人による記述から埋め合わせる必要がある。

## アチェ王国の台頭
15世紀、3つの港湾王国がスマトラ島最北部を支配していた。サムドラ・パサイは13世紀後半からムスリムを支配下に置く君主（スルタン）国として、マラッカ海峡を通る相互アジア貿易の一端を担っていた。しかし、16世紀初頭には政治的な大混乱により壊滅した。第二の主要勢力は、コショウの著名な生産地であったピディー（現在のピディー県）であり、1509年以来、ポルトガル人と友好的であった。第三は、16世紀初頭にポルトガル人が入植したダヤ（現在のカラン（Calang）と思われる）である。
アチェ王国の起源はいまだ議論の中にあり、『ヒカヤト・アチェ（Hikayat Aceh）』によると、2人のアプサラス（水の精）がラムリ（Lamuri）の2人兄弟の王子と契りを交わし王朝を興したという。また、ミナンカバウ人、アラブ人、セルジューク族が王家の起源であるとする説もある。『スジャラ・ムラユ』によるとチャンパーのポーゴポー王（Po Gopoh）の息子だったポーリン（Poling）がクチ国（Kucii/Koci, 大越 Kẻ Chợ か）によるヤクの都（Yak, またはバルの都、闍槃か）の略奪に伴ってアチェへ亡命をし同地で王朝を興したたという（このパウ・リンが後のアリ・ムハヤット・シャーとされる）。15世紀までのアチェ王国は目立った王国ではなかったとみられ、15世紀末にはアブドゥラ・アルマリク・アルムビン（Abdullah Almalik Almubin）の息子ラジャ・イナヤット・シャー（Raja Inayat Syah）が、バンダ・アチェの直接の前身であるダール・アル＝カマル（Dar al-Kamal）を治めていた。ラジャにはダヤ（Daya）の王だったアラウディン（Alauddin、1508年没）とムザッファル・シャーという2人の子供がおり、後者が後継となったがピディーの王により追放され1497年に亡くなったと考えられている。数年後に渡来したポルトガル人は、アチェがピディーの臣下であると聞いたとされる。この時、アチェはムナワール・シャー（Munawwar Syah）の息子であるシャムス・シャー（Syamsu Syah）によって統治されていた。シャムスは後に息子のアリ・ムハヤット・シャーに譲って退位し、1530年に死去した。アリはダヤのアラウディンの娘シット・フール（Sitt Hur、? - 1554年）かあるいは、ラジャの娘プテリ・セティア・インデラ（Puteri Setia Indera）と結婚し、アチェの支配者の2系譜を結びつけた。著名な軍司令官であった弟のラジャ・イブラヒムの強い支持を受けていたアリを、権威ある年代記『ブスタヌス・サラティン（Bustanus Salatin）』はアチェの初代スルタンとしている。

## ピディー征服
アリ・ムハヤット・シャーが王位についた時期は定かではなく、後世の年代記では、その治世を15年、16年、18年としており、これにより、即位は1512年から1515年の間ということになる。またアリの治世はピディーのスルタンであったマアリフ・シャー（Ma'arif Syah、1511年）と重なると伝えられているので、即位は1512年より前ともいわれている『ヒカヤト・アチェ』によれば、マアリフ・シャーはアリの妹に求婚したが、平民と食事をしていたことと、アリの家系が「ビダダリ」の子孫であることから断られたとされる。激怒したマアリフはアチェを攻撃したが、アリの優れた戦術により敗北し、アチェのピディーへの依存は終焉を迎えた。碑文から1511年と推定されるマアリフの死後、ピディーのスルタンは息子のアフマドに引き継がれたが、アチェとの戦いで最善を尽くすことができず、民衆からは評価されなかった。1512年から1515年頃のポルトガルの資料によると、当時はアチェとピディーとの戦争が激化していたようである。しばらくしてアリがピディーに侵攻したが、ピディーの支配者は民衆から見放され、彼を守る者は奴隷のみとなっていた。アフマドはパサイ（Pasai）に逃げ、ピディーはアチェ王国に編入された。ポルトガルの資料によれば、これは1520年代初頭に起こったことであるという。

## ポルトガル領マラッカとの衝突

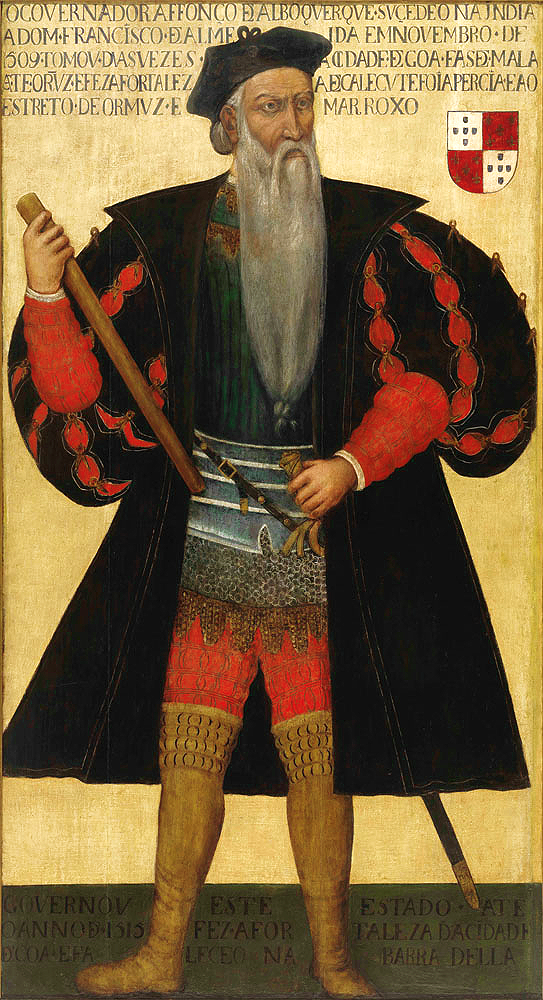
アフォンソ・デ・アルブケルケ

一方でアリの即位直前には、ポルトガルの征服者アルブケルケが1511年にマラッカを打倒しており、スマトラ周辺の他の港市に移動することを好んだイスラム教徒やその他の商人たちは反感を急速に寄せていった。結果として北スマトラに所在し、インド洋と紅海の交易へのアクセスをもたらす戦略的な立地を享受していたイスラム国家のアチェ王国が利を得た。オスマン帝国の不確かな記録によれば、1516年にアチェのスルタンがオスマン帝国のスルタンだったセリム1世に接近し、臣従・隷属を申し入れたとされている。しかし、アチェとオスマン帝国の関係は、それ以降、スルタン・アリの息子であるアラウッディン・アルカハルの治世に属すると思われる。ポルトガルの作家トメ・ピレスは、地理学の著作『Suma Oriental』（1512年 - 1515年頃）の中で、アチェの王はラムリも支配し、ビウエ（Biheue、現在のビレウレン県）を領有したと書いている。ピレスいわくアリは「隣人たちの間では騎士のような男だった。彼は機会を見ては海賊行為を行った」。支配者は40隻のランチャラ（lanchara、船のこと）を持ち、海上遠征に使っていた。当時のスマトラ北海岸には他にピディー、リデ（場所は不明）、ペウダダ（Peudada、現在のビレウレン県の地名）、パサイなどの王国があった。
アチェ王国がポルトガル人と直接接触したのは、1519年にガスパル・ダ・コスタ（Gaspar da Costa）が船で至り、住民に捕らえられたのが最初である。その後、デ・コスタはパサイのシャーバンダル（港湾長官）に身代金を要求され、同地域で逃亡した。翌年、アリとその弟ラジャ・イブラヒムは、スマトラ島北部を支配するために一連の軍事作戦を開始し、やがてポルトガル人を引き込んで死闘を繰り広げることになる。征服は東海岸にまで及び、胡椒の産地や金の産出地が複数その版図に含まれることになった。アチェの強みは貿易港であり、その経済的利益は鉱物や胡椒の生産港とは異なるため、こうした地域の追加は究極的に王国内部の緊張を招くことになった。
その後、1521年にホルヘ・デ・ブリト（Jorge de Brito）率いる200人のポルトガル艦隊が到着した。アリはアチェに滞在していたとあるポルトガル人にデ・ブリトらへの贈り物を持たせて使いとした。しかし、この使節は立場を改め、デ・ブリトにアチェの首都を攻撃するよう説得し、以前のアチェ強奪を思い出させながら同都には金で満たされた聖域があるという話でデ・ブリトを誘惑した。これに対しアリは800〜1000人の兵と6頭の象を率いて進軍し、ポルトガル軍を完敗をせしめた。デ・ブリトは殺され、生き残った者たちは船で逃げ帰った。ヨーロッパの大砲が数多く捕獲され、これらはピディーに対して有効活用された。同年、ポルトガルはパサイを占領し、アチェ人の新たな攻撃を呼び起こした。

## 勝利と死

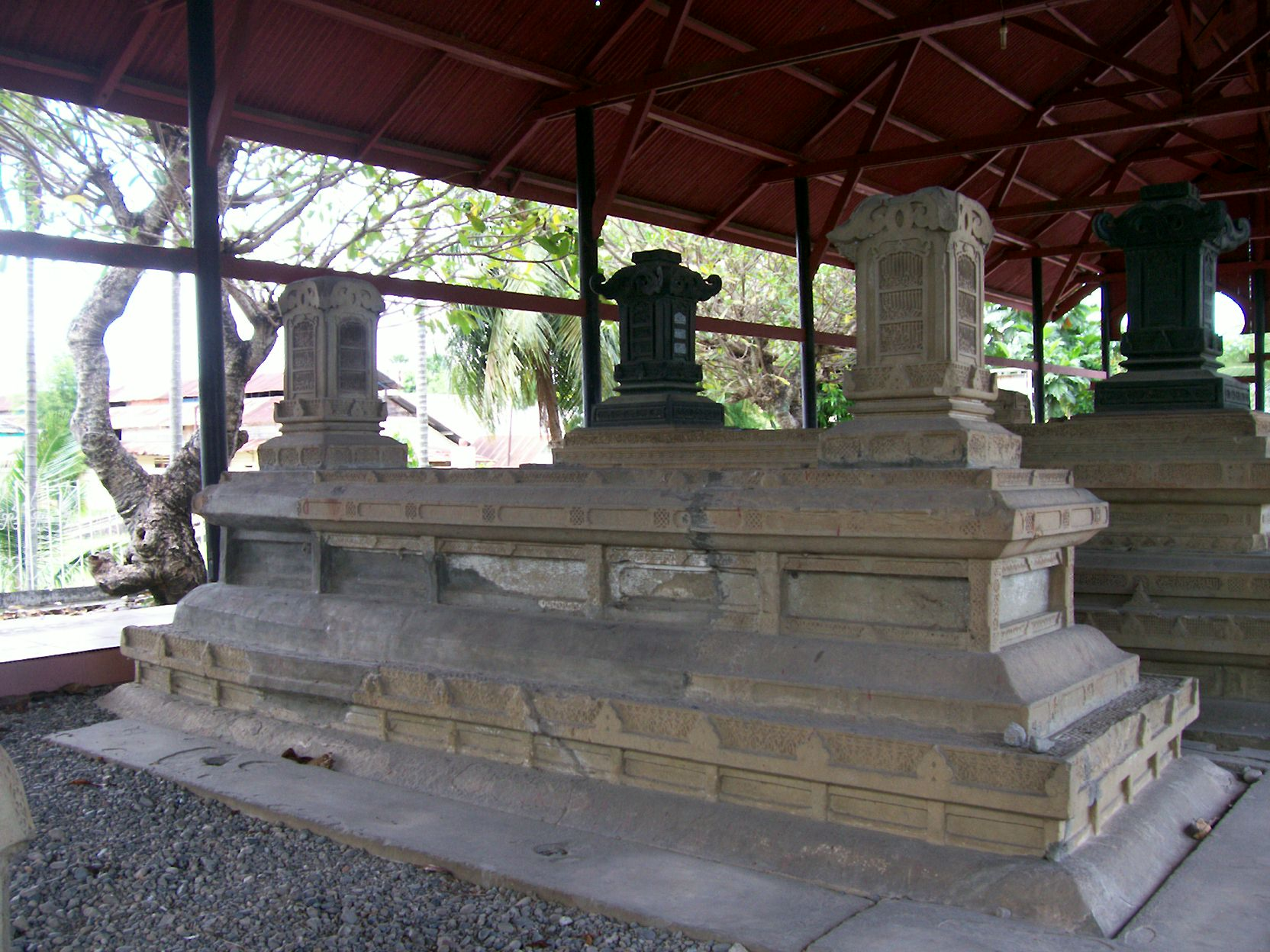
バンダ・アチェにあるアリ・ムハヤット・シャーの墓

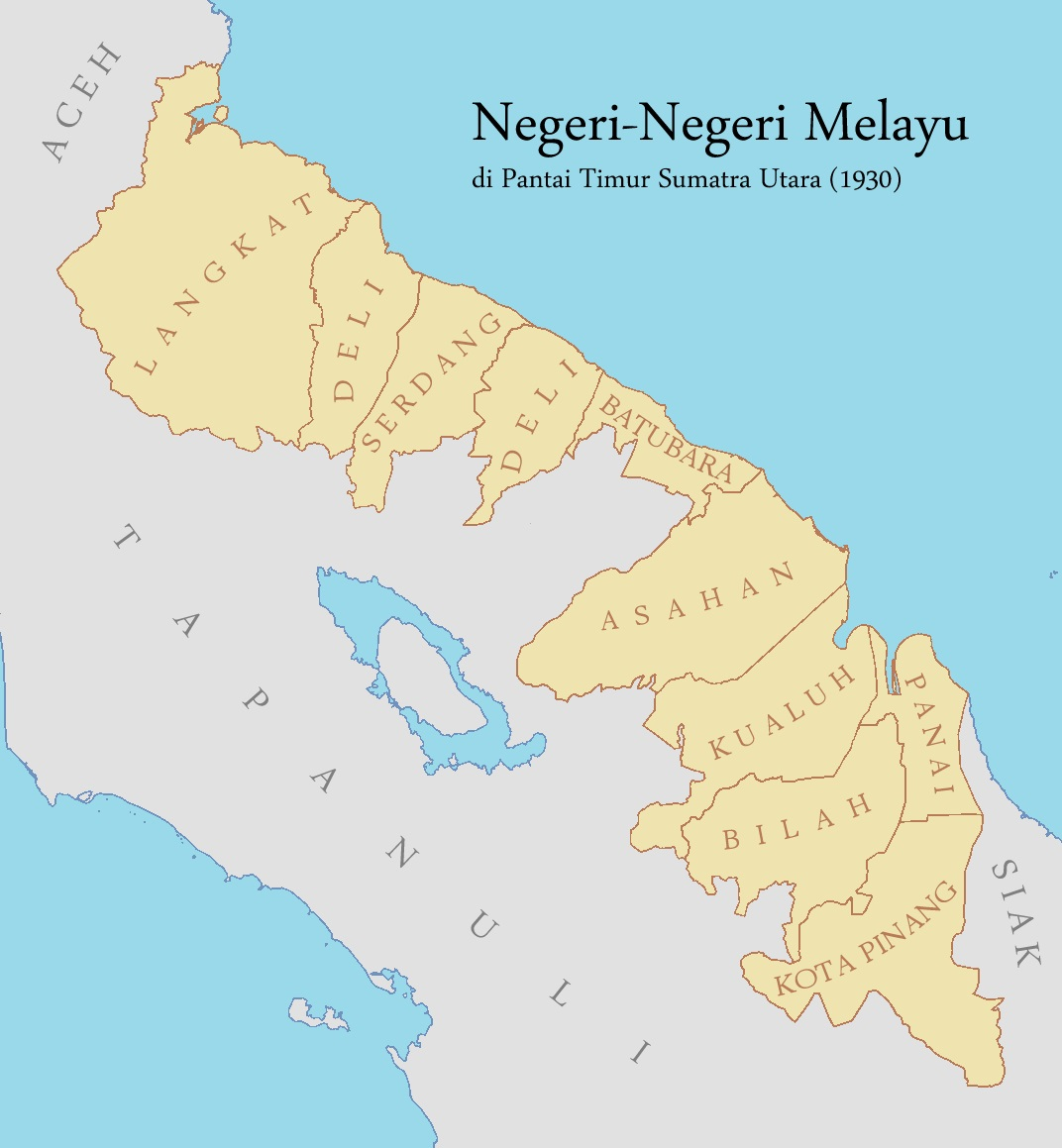
1930年のデリ王国の支配領域

ピディーが征服された直後、同地を支援するために派遣されたポルトガルの艦隊も押し戻すことに成功した。アリの兄弟で司令官のラジャ・イブラヒムは、1523年11月30日の征服戦争中に死亡したが、1524年にパサイは最終的に占領され、同地にいたポルトガルの守備隊は追放された。パサイのスルタンはマラッカに脱出したが、一方でピディーとダヤの元の支配者はアルーに逃げた。アルーは後のデリ王国にほぼ対応する。
これらの軍事行動は、ポルトガルの海軍力とスマトラ島のジョホール王国の領有権に挑戦するものであった。1520年代の勝利は、アチェ戦争（1873年 - 1903年）まで続く大国としてのアチェ王国を作り上げた。しかし、ポルトガルとの闘いは絶え間なく続き、1527年、フランシスコ・デ・メロ（Francisco de Mello）船長は首都バンダ・アチェ郊外の停泊地でアチェ王国の船を沈没させ、乗組員を殺害した。翌1528年、シマン・デ・ソウザ・ガルヴァン（Simão de Sousa Galvão）が嵐のためにアチェ王国に避難することを余儀なくされた折には、地元の人々に襲われ、一行のほとんども殺されたうえで残りを捕虜として連れて行かれた。アリは和平交渉を開始し、その結果、ピディーやダヤにいた反アチェ勢力のいたアルーとポルトガルによる共同遠征の準備が中止された。しかし、その後すぐに新たな事件が起こり、アリはポルトガル人の捕虜をすべて殺すこととなった。1529年、アリはマラッカへの奇襲征服を計画したが、計画の知らせが漏れ、企てが開始されることはなかった。
アリの死は、1511年、1522年、1530年など、後の年代記によってさまざまに伝えられているが、その墓石によると、アリは退位した父のちょうど1ヶ月前である1530年8月7日に死亡し、バンダ・アチェのクタラージャ（Kutaraja）の宮殿の敷地に埋葬された。ポルトガルの年代記作家ジョアン・デ・バロスによれば、ダヤ征服の復讐のために、ダヤの支配者の妹であった妻に毒殺されたという。この妻、名をばスィット・フール（Sitt Hur）はアリより24年長く生き、1554年12月6日に死去した。アリは、サラーフッディーンとアラウッディン・アルカハルという二人の息子を残した。サラーフッディーンは、軍事面の力量は父のそれほどではなかったが、王位を継承した。1530年代以降の王権の実質的な基礎を築いたのは弟のアラウディーンであった。